# Bücker Bü 133
El Bücker Bü 133 Jungmeister (‘joven maestro’ en alemán) fue un  entrenador avanzado utilizado por la Luftwaffe. Fabricado por Bücker Flugzeugbau en los años 30, era un biplano monomotor monoplaza construido en madera y tubo de acero recubierto de tela. Fue usado como avión acrobático.

## Diseño y desarrollo

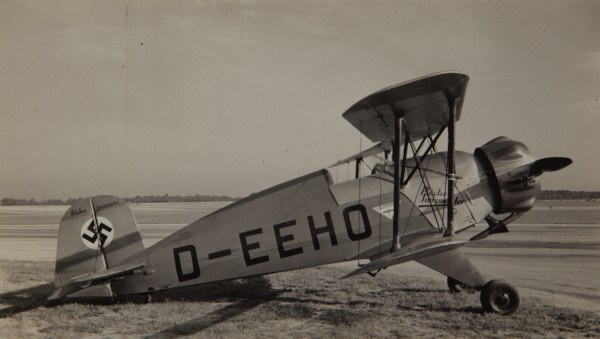
Un Bü 133C.

El Bü 133 era un desarrollo del entrenador biplaza primario Bücker Bü 131 Jungmann. Su configuración y tipo de construcción era levemente menor, aunque similar a la del Bü 131, y al primer prototipo (D-EVEO) se le dotó de un motor lineal de seis cilindros invertido y refrigerado por aire HM 6 de 135 hp o un Hirth HM 506 de 104 kW (140 hp).
Voló por primera vez el 21 de agosto de 1935, a los mandos de la piloto de pruebas de la firma Luise Hoffmann, la primera mujer piloto de pruebas en Alemania. El avión mostró una "agilidad asombrosa" en su primera aparición pública, el Campeonato Internacional de Acrobacia Aeronáutica en agosto de 1936 en Rangsdorf, donde causó sensación la demostración acrobática que realizó el conde Otto von Hagenburg. Sin embargo, el ya designado Bü 133A no obtuvo órdenes; sólo se construyeron dos Bü 133B, con una versión de 119 kW (160 hp) del mismo motor Hirth HM 506. El principal modelo de producción fue el Bü 133C, propulsado por un motor radial Siemens Sh 14A Bramo de 119 kW (160 hp), que tenía un carenado distintivo y un fuselaje 13 cm más corto, y las mismas características acrobáticas que el modelo anterior.
El Bü 133C acumuló numerosas victorias en las competiciones internacionales de acrobacia aérea, como conseguir copar en el festival de Zúrich de 1937 los tres primeros puestos, y, en 1938, la Luftwaffe lo adoptó como entrenador avanzado estándar por sus excelentes cualidades acrobáticas, que eran muy necesarias para la formación de los pilotos de caza. En la reunión de Bruselas de ese año, un equipo de tres hombres de la Luftwaffe causó una gran impresión en el Reichsmarschall Hermann Göring, que ordenó formar un equipo de nueve hombres; igualmente, al año siguiente deslumbró a los espectadores en la reunión internacional de vuelo en Bruselas.
También se fabricó bajo licencia, a partir de 1937, para la Fuerza Aérea Suiza, por Dornier Werke Altenrhein en un número de 52 ejemplares; el último aparato fue retirado en 1968. CASA, para el Ejército del Aire, construyó 50 aviones en dos lotes de 25 aparatos. El primer lote contaba con el motor lineal Hirth, aunque más tarde estos y el siguiente lote en su mayoría fueron remotorizados con el Siemens. El primer aparato voló por primera vez en mayo de 1941. Cabe añadir que anteriormente 25 aparatos fueron enviados desde Alemania en febrero de 1937 en plena guerra civil, siendo todos destinados a la Escuela de Transformación de El Copero; asimismo en ese mismo año, tres ejemplares serán adquiridos por la República, a través del representante de Bücker en Francia, prestando servicio en la Escuela de Vuelo de Santiago de la Ribera.
Fue usado por los pilotos acrobáticos José Luis Aresti y Tomás Castaño.

## Variantes

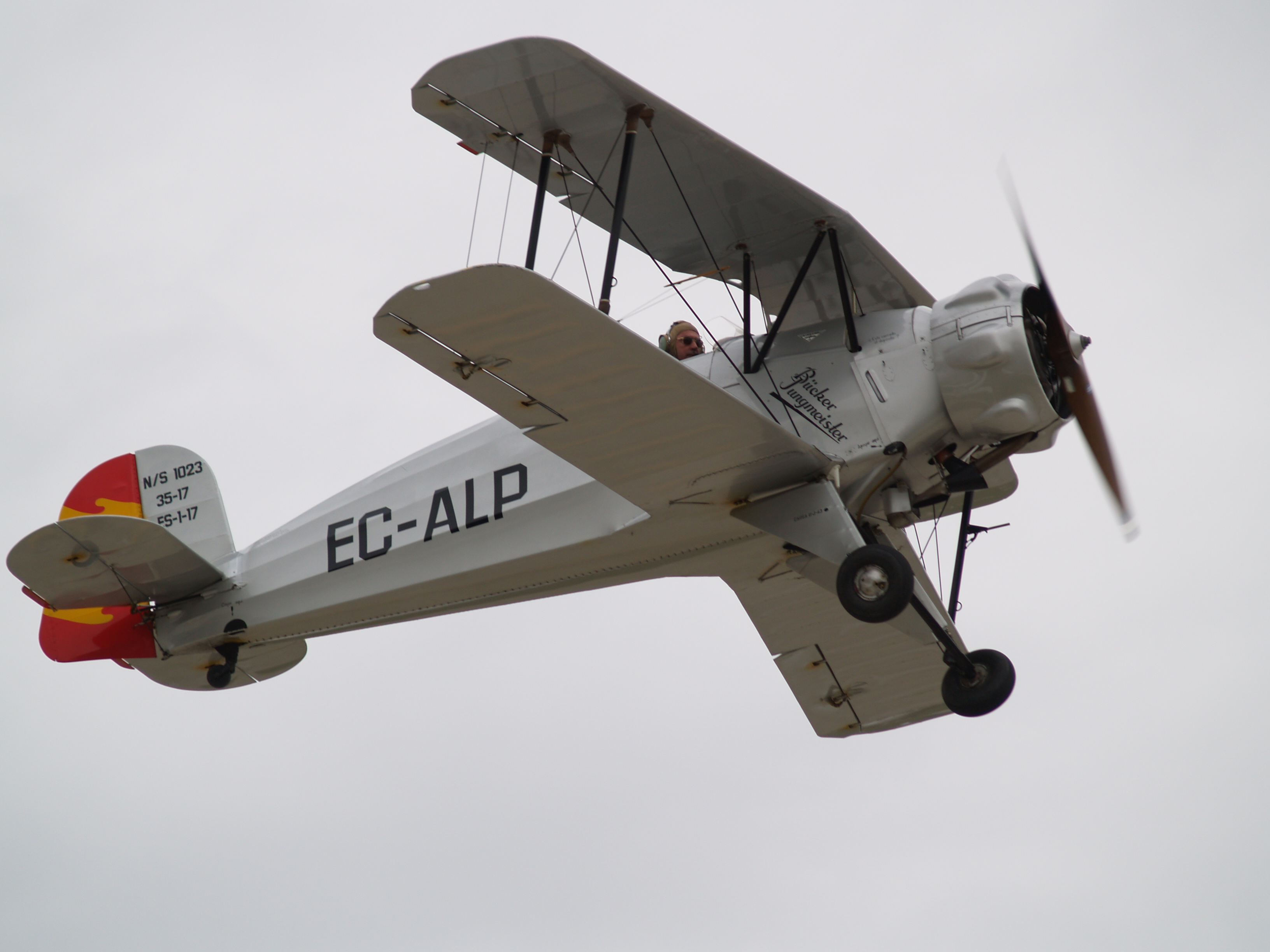
El CASA 1.133 EC-ALP de José Luis Aresti.

Bü 133 V1
Prototipo, propulsado por un motor lineal Hirth HM 6.
Bü 133A
Versión de producción, con el motor lineal Hirth HM 6 de 99 kW (133 hp).
Bü 133B
Denominación de aparatos bajo licencia, con motor Hirth HM 506A de 120 kW (160 hp).
Bü 133C
Versión principal de producción, con motor radial Siemens-Halske Sh 14.
CASA 1.133
50 aviones fabricados bajo licencia por CASA en España (designaciones del EdA: 35, ES.1, E.1).
Price/American Tiger Club Jungmeister
Planos para construcción amateur.
SSH Bü 133 Jungmeister
Reproducción producida por SSH en Polonia.

## Operadores

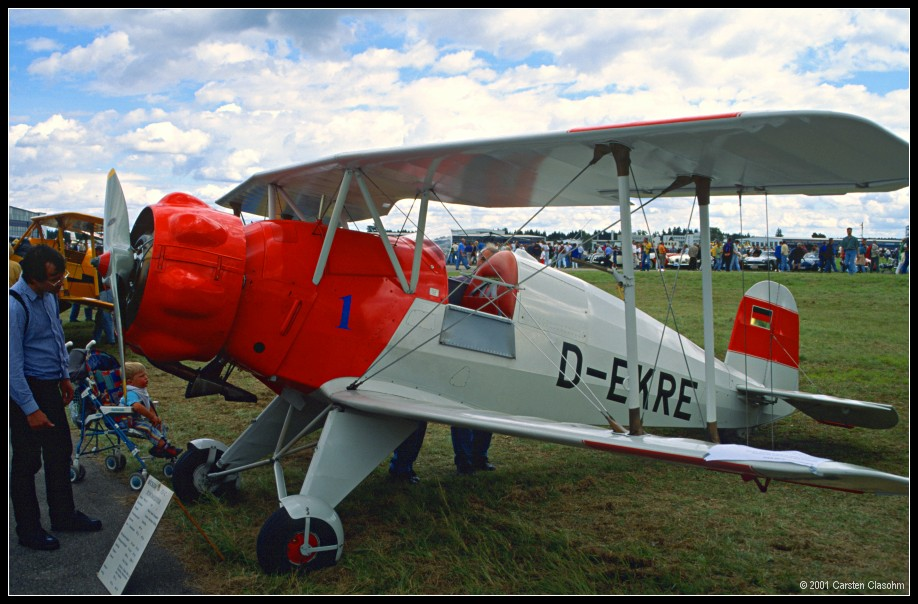
Bücker Bü 133 Jungmeister civil.

Estado Independiente de Croacia
- Zrakoplovstvo Nezavisne Države Hrvatske

 Alemania
- Luftwaffe

 República Eslovaca
- Fuerza Aérea Eslovaca

 España
- Ejército del Aire de España

 II República Española
- Fuerzas Aéreas de la República Española

 Hungría
- Fuerza Aérea Húngara

 Lituania
- Fuerza Aérea Militar Lituana: 6 aparatos adquiridos en 1939.[3]
- Aeroclub de Lituania: 2 unidades.[4]

 Polonia
- Fuerza Aérea de Polonia: 1 avión comprado para pruebas antes de 1939.[5]

 Rumania
- Aero Club Rumano
- Fuerza Aérea Rumana

 Sudáfrica
- Fuerza Aérea Sudafricana

 Suiza
- Fuerza Aérea Suiza

 Unión Soviética
- Fuerza Aérea Soviética: tras la ocupación de los Estados bálticos, al menos tres Bü 133 ex lituanos fueron transferidos a la aviación del 29º Cuerpo de infantería Territorial.[6]

 República Federal Popular de Yugoslavia
- Fuerza Aérea Yugoslava (posguerra)

## Especificaciones (Bü 133C)

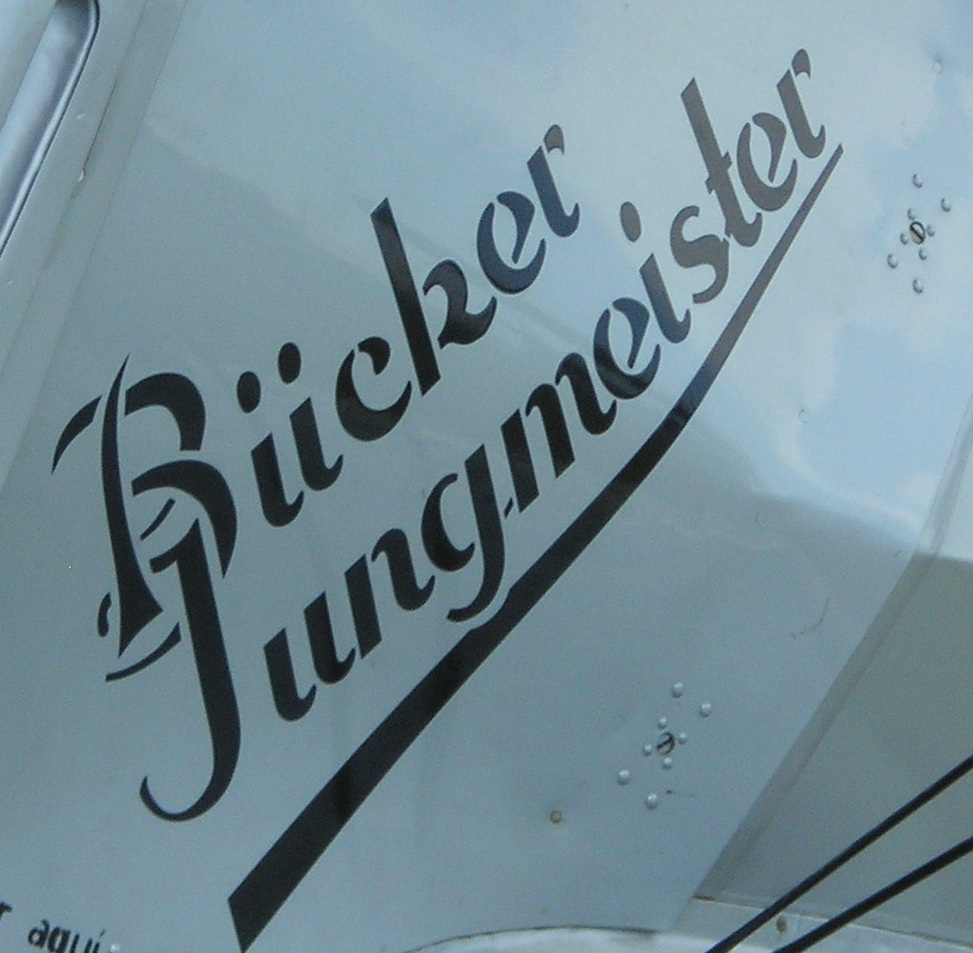
Bücker Bü 133 Jungmeister.

Referencia datos:  The Virtual Aviation Museum european aviation-history on the internet

### Características generales
- Tripulación: Uno (piloto)
- Longitud: 6 m (19,7 ft)
- Envergadura: 6,6 m (21,7 ft)
- Altura: 2,2 m (7,2 ft)
- Superficie alar: 12 m² (129,2 ft²)
- Peso vacío: 425 kg (936,7 lb)
- Peso cargado: 585 kg (1289,3 lb)
- Planta motriz: 1× motor radial de siete cilindros refrigerado por aire Siemens-Halske Sh 14A-4.
  - Potencia: 119 kW (164 HP; 162 CV)
- Hélices: 1× Bipala de paso fijo por motor.

### Rendimiento
- Velocidad máxima operativa (Vno): 220 km/h (137 MPH; 119 kt)
- Velocidad crucero (Vc): 200 km/h (124 MPH; 108 kt)
- Alcance: 500 km (270 nmi; 311 mi)
- Techo de vuelo: 4500 m (14 764 ft)

## Aeronaves relacionadas

### Desarrollos relacionados
- Bücker Bü 131

### Aeronaves similares
- Fisher Youngster

### Secuencias de designación
- Secuencia Bü _ (designaciones del RLM para Bücker):  Bü 131 - Bü 133 - Bü 134 - Bü 180 - Bü 181 →
- Secuencia Numérica (interna de CASA): III - 1.131 - 1.133 - 2.111 - 352 - 3000 →
- Secuencia Numérica (designaciones del RLM 1933-1945): ← Hs 130 - Bü 131 - Hs 132 - Bü 133 - Bü 134 - Ha 135 - Ha 136/Hü 136 →
- Secuencia Numérica (Aeronaves del Ejército del Aire español, 1939-1945): ← 31 (II) - 32 - 33 - 35 - 36 - 37 (I) - 37 (II) →
- Secuencia ES._ (Aeronaves de Escuela Superior del Ejército del Aire español, 1945-1954): ES.1 - ES.2 - ES.3 - ES.4 →
- Secuencia E._ (Aeronaves de Escuela del Ejército del Aire español, 1954-1978): E.1 - E.3 - E.4 - E.5 →